# Trnavci (gmina Aleksandrovac)
Trnavci (cyr. Трнавци) – wieś w Serbii, w okręgu rasińskim, w gminie Aleksandrovac. W 2011 roku liczyła 411 mieszkańców.